# 동경 특파원
"동경 특파원"은 1968년 공개된 대한민국의 영화이다.

## 배역
- 강신성일
- 윤정희
- 여수진
- 김성옥
- 김동원
- 주증녀
- 윤양하
- 양일민
- 권오상
- 김인수
- 조덕성
- 공시훈
- 김기범
- 강진모
- 최무웅